# 1988 no desporto

## Agenda
- Os Jogos da XXIV Olimpíada celebram-se em Seul, capital da Coreia do Sul, entre 17 de setembro e 2 de outubro de 1988.

## Atletismo
- 26 de setembro - O Comité Olímpico Internacional anuncia a detecção do uso de esteróides anabolizantes na análise de controlo antidopagem feita ao atleta canadiano Ben Johnson que havia ganho, dias antes, a final de 100 metros masculinos. Em consequência, ser-lhe-ia retirada a medalha de ouro.[1]
- 29 de setembro - A norte-americana Florence Griffith-Joyner arrebata o recorde mundial dos 200 metros, que era pertença da alemã-oriental Marita Koch, ao fazer o tempo de 21.34 s na final dos Jogos Olímpicos de Seul.[2]

## Automobilismo
- 1 de maio - Ayrton Senna vence o GP de San Marino. É a primeira vitória do piloto brasileiro na McLaren.[3]
- 5 de julho - A Ferrari fecha contrato com Nigel Mansell para a temporada de 1989 de Fórmula 1. O piloto inglês vem para ocupar a vaga do italiano Michele Alboreto.[4]
- 10 de julho - Ayrton Senna vence o GP da Grã-Bretanha. Alessandro Nannini chega em 3º (primeiro pódio na carreira), Maurício Gugelmin termina em 4º lugar (marca os primeiros 3 pontos na carreira) e Nelson Piquet chega em 5º. Pela segunda vez na categoria, três pilotos brasileiros marcaram pontos.[5][6]
- 14 de agosto - Enzo Ferrari falece aos 90 anos de idade.[7]
- 11 de setembro - Gerhard Berger vence o GP da Itália com Michele Alboreto em 2º lugar. A dobradinha dos carros de Maranello foi também foi uma homenagem póstuma ao Commendatore Enzo Ferrari (falecido há quase um mês).[8]
- 25 de setembro - Roberto Moreno é campeão da Fórmula 3000 Internacional. É o primeiro título do Brasil nessa categoria.[9]
- 30 de outubro - Ayrton Senna vence o GP do Japão e torna-se campeão do mundo pela primeira vez com uma prova de antecedência. O brasileiro fica com a taça, porque soma 87 pontos (88 no total) X 84 pontos (96 no total) de Prost, e pelo regulamento os 11 melhores resultados da prova são considerados (5 são descartados).[10]

## Basquetebol
- 28 de setembro - A Seleção Soviética venceu a Norte-Americana por 82 a 76.[11] No outro jogo, os Iugoslavos despacharam os Australianos por 91 a 70. Soviéticos e Iugoslavos farão a final olímpica na disputa da medalha de ouro em Seul.
- 30 de setembro - Os Soviéticos venceram os Iugoslavos por 76 a 63 e conquistaram a medalha de ouro olímpica pela segunda vez.[12], enquanto que os Norte-Americanos venceram sem dificuldades os Australianos por 78 a 49 e ficaram com o bronze pela primeira vez.

## Futebol
- 22 de janeiro - O Sport Recife é declarado campeão brasileiro no "Módulo Amarelo", segundo a súmula do árbitro, porque o Guarani (citado na súmula por abandono) abriu mão do título - para o jogo não ser impugnado.[13][14]
- 7 de fevereiro - O Sport torna-se campeão Brasileiro de 1987[15] pela primeira vez ao vencer o Guarani por 1 a 0 na Ilha do Retiro, em Recife. O jogo é a terceira rodada, e considerada a "Final do Quadrangular", já que o campeão do módulo verde (Flamengo) e o vice (Internacional) se recusaram[16] a disputá-lo desde o início do torneio com o campeão e vice do módulo amarelo.[17][18][19][20][21]
- 25 de maio - PSV Eindhoven vence o Benfica nas cobranças de penalidades por 6 a 5 (0 a 0 no tempo normal e também na prorrogação) e torna-se campeão na Liga dos Campeões da Europa.[22]
- 22 de junho - O Vasco é bicampeão carioca.[23]
- 25 de junho - A Holanda vence a União Soviética por 2 a 0 e torna-se Campeã da Eurocopa.
- 26 de junho - O Grêmio é tetracampeão gaúcho.[24]
- 10 de julho - O Atlético é campeão mineiro.[25]
- 30 de julho - O Athletico é campeão paranaense.[26][27]
- 31 de julho - O Corinthians é campeão paulista.[28]
- 7 de agosto - O Bahia é tricampeão baiano.[29]
- 10 de agosto - O Sport é campeão pernambucano.[30]
- 17 de agosto - O Avaí é campeão catarinense.[31]
- 21 de agosto - O Atlético é campeão goiano.[32]
- 4 de setembro - O América é bicampeão potiguar.[33]
- 7 de setembro - O Ferroviário é campeão cearense.[34]
- 1 de outubro - Brasil perde para a União Soviética por 2 a 1 (1 a 1 no tempo normal e 1 a 0 na prorrogação) na final dos jogos olímpicos. Os soviéticos ficaram com a medalha de ouro pela segunda vez e os brasileiros com a prata também pela segunda vez.
- 26 de outubro - O Nacional vence o Newell's Old Boys por 3 a 0 no Estádio Centenário, em Montevidéu, tornando-se Campeão na Libertadores da América pela terceira vez. No jogo de ida, o Decano perdeu no Estádio Gigante de Arroyito, em Rosário, por 1 a 0.[35]
- 11 de dezembro - O Nacional vence o PSV Eindhoven nas cobranças de penalidades por 7 a 6 (1 a 1 no tempo normal e 1 a 1 também na prorrogação) numa final emocionante. O clube uruguaio é Campeão Intercontinental pela terceira vez. Na décima cobrança, o zagueiro Gómez marcou o gol dando a vitória para o Decano.[36]
- 27 de dezembro - Van Basten ganha o premio Bola de Ouro como melhor futebolista da Europa pela primeira vez.[37]

## Golfe
- abril 7-10 - Masters Tournament - Sandy Lyle
- junho 16-20 - U.S. Open - Curtis Strange
- julho 14-17 - British Open - Seve Ballesteros
- agosto 11-14 - PGA Championship - Jeff Sluman

## Natação
- 25 de setembro - Kristin Otto, da Alemanha Oriental, entra para a história ao tronar-se a primeira nadadora a alcançar seis medalhas de ouro numa mesma edição dos Jogos Olímpicos.

## Xadrez
- Aos 15 anos, Judit Polgar, jogador de xadrez, bateu o recorde de Bobby Fischer, ao tornar-se a mais jovem Grande Mestre Internacional da história.

## Nascimentos
| Data            | Nome                      | Profissão                         | Nacionalidade  | Observações | Ref    |
| --------------- | ------------------------- | --------------------------------- | -------------- | ----------- | ------ |
| 7 de janeiro    | Patricia Moreno           | ginasta                           | Espanha        |             |        |
| 14 de janeiro   | Irina Risenzon            | ginasta                           | Israel         |             |        |
| 27 de janeiro   | Kerlon de Souza           | futebolista                       | Brasil         |             |        |
| 29 de janeiro   | Tatyana Chernova          | heptatleta                        | Rússia         |             |        |
| 2 de fevereiro  | Germán Cano               | futebolista                       | Argentina      |             |        |
| 12 de fevereiro | Nicoleta Daniela Șofronie | ginasta                           | Roménia        |             |        |
| 14 de fevereiro | Ángel Di María            | futebolista                       | Argentina      |             |        |
| 15 de fevereiro | Rui Patrício              | futebolista                       | Portugal       |             |        |
| 16 de fevereiro | Denílson Pereira Neves    | futebolista                       | Brasil         |             |        |
| 26 de fevereiro | Kim Yeon-koung            | voleibolista                      | Coreia do Sul  |             |        |
| 2 de março      | Bruno Pereirinha          | futebolista                       | Portugal       |             |        |
| 10 de março     | Ivan Rakitić              | futebolista                       | Croácia        |             |        |
| 17 de março     | Jairzinho Rozenstruik     | kickboxer e artes marciais mistas | Suriname       |             |        |
| 20 de março     | Li Jingliang              | artes marciais mistas             | China          |             |        |
| 2 de abril      | Vahid Amiri               | futebolista                       | Irão           |             |        |
| 15 de abril     | Steven Defour             | futebolista                       | Bélgica        |             |        |
| 17 de abril     | Charlie Sheringham        | futebolista                       | Inglaterra     |             |        |
| 23 de abril     | Victor Anichebe           | futebolista                       | Nigéria        |             |        |
| 24 de maio      | Daniel Dias               | nadador                           | Brasil         |             |        |
| 25 de abril     | Laura Lepistö             | patinadora                        | Finlândia      |             |        |
| 26 de maio      | Babatunde Aiyegbusi       | lutador                           | Polónia        |             |        |
| 28 de maio      | Cheng Fei                 | ginasta                           | China          |             |        |
| 2 de junho      | Sergio Agüero             | futebolista                       | Argentina      |             |        |
| 6 de junho      | Ryan Brathwaite           | atleta, barreirista               | Barbados       |             |        |
| 23 de junho     | Chellsie Memmel           | ginasta                           | Estados Unidos |             |        |
| 24 de junho     | Micah Richards            | futebolista                       | Inglaterra     |             |        |
| 14 de julho     | Conor McGregor            | artes marciais mistas             | Irlanda        |             |        |
| 25 de julho     | Salima Mukansanga         | árbitra de futebol                | Ruanda         |             |        |
| 28 de julho     | Gunnar Nelson             | artes marciais mistas             | Islândia       |             |        |
| 3 de agosto     | Maikon Leite              | futebolista                       | Brasil         |             |        |
| 4 de agosto     | Monette Russo             | ginasta                           | Austrália      |             |        |
| 8 de agosto     | Danilo Gallinari          | basquetebolista                   | Itália         |             |        |
| 10 de agosto    | Pedro Scooby              | surfista                          | Brasil         |             |        |
| 21 de agosto    | Robert Lewandowski        | futebolista                       | Polónia        |             |        |
| 24 de agosto    | Maya Yoshida              | futebolista                       | Japão          |             |        |
| 31 de agosto    | Yoandy Leal               | voleibolista                      | Brasil         |             |        |
| 31 de agosto    | Guram Adamadze            | futebolista                       | Geórgia        |             |        |
| 2 de setembro   | Dimitrij Ovtcharov        | mesa-tenista                      | Alemanha       |             |        |
| 5 de setembro   | Nuri Şahin                | futebolista                       | Alemanha       |             |        |
| 14 de setembro  | Maicon Pereira Roque      | futebolista                       | Brasil         |             |        |
| 20 de setembro  | Aura Andreea Munteanu     | ginasta                           | Roménia        |             |        |
| 20 de setembro  | Khabib Nurmagomedov       | ex-lutador de MMA                 | Rússia         |             |        |
| 23 de setembro  | Juan Martín del Potro     | tenista                           | Argentina      |             |        |
| 26 de setembro  | Kiira Korpi               | patinadora                        | Finlândia      |             |        |
| 26 de setembro  | Buddy Matthews            | lutador                           | Austrália      |             |        |
| 28 de setembro  | Marin Čilić               | tenista                           | Croácia        |             |        |
| 29 de setembro  | Alexander Volkanovski     | artes marciais mistas             | Austrália      |             |        |
| 29 de setembro  | Kevin Durant              | basquetebolista                   | Estados Unidos |             |        |
| 25 de outubro   | Róbson Conceição          | boxeador                          | Brasil         |             |        |
| 27 de outubro   | Brady Ellison             | arqueiro                          | Estados Unidos |             |        |
| 28 de outubro   | Camila Brait              | voleibolista                      | Brasil         |             |        |
| 30 de outubro   | Tandara                   | voleibolista                      | Brasil         |             |        |
| 31 de outubro   | Sébastien Buemi           | automobilista                     | Suíça          |             |        |
| 5 de novembro   | Virat Kohli               | jogador de críquete               | Índia          |             |        |
| 6 de novembro   | Ana Cláudia Lemos         | Velocista                         | Brasil         |             |        |
| 8 de novembro   | Makwan Amirkhani          | artes marciais mistas             | Irão           |             |        |
| 21 de novembro  | Patrícia Mamona           | atleta, triplo salto              | Portugal       |             |        |
| 25 de novembro  | Nodar Kumaritashvili      | piloto de luge                    | Geórgia        | m. 2010     | [ 38 ] |
| 3 de dezembro   | Kêirrison                 | futebolista                       | Brasil         |             |        |
| 11 de dezembro  | Marcos Rocha              | futebolista                       | Brasil         |             |        |
| 13 de dezembro  | Laís Sousa                | ginasta                           | Brasil         |             |        |
| 13 de dezembro  | Gabriella Silva           | nadadora                          | Brasil         |             |        |
| 16 de dezembro  | Mats Hummels              | futebolista                       | Alemanha       |             |        |
| 17 de dezembro  | Jin Sun-yu                | patinador                         | Coreia do Sul  |             |        |
| 17 de dezembro  | David Rudisha             | atleta, meio-fundista             | Quênia         |             |        |
| 20 de dezembro  | Mário Moraes              | automobilista                     | Brasil         |             |        |
| 23 de dezembro  | Tony Ramoin               | snowboarder                       | França         |             |        |

## Mortes
| Data         | Nome          | Profissão                     | Nacionalidade | Observações | Ref    |
| ------------ | ------------- | ----------------------------- | ------------- | ----------- | ------ |
| 12 de março  | Margot Moe    | patinadora artística          | Noruega       | n. 1899     |        |
| 14 de agosto | Enzo Ferrari  | fundador da Ferrari           | Itália        | n. 1898     | [ 39 ] |
| 23 de agosto | Renata Agondi | nadadora de maratona aquática | Brazil        | n. 1963     | [ 40 ] |